# Tornei di tennis femminili nel 1941
Prima della nascita del WTA Tour, ossia l'apertura alle tenniste professioniste dei tornei che prima di quell'anno erano riservati alle tenniste dilettanti, tutti gli eventi più importanti erano amatoriali, tra questi c'erano i tornei del Grande Slam. A causa della seconda guerra mondiale la maggior parte dei tornei furono cancellati, gli altri si disputarono lontano dagli scenari bellici: tra questi c'era lo U.S. National Championships, unico torneo dello Slam disputato durante la guerra.

## Gennaio
| Settimana  | Torneo                                                                 | Vincitore                                                  | Finalista                          | Semifinalisti | Eliminati ai quarti |
| ---------- | ---------------------------------------------------------------------- | ---------------------------------------------------------- | ---------------------------------- | ------------- | ------------------- |
| gennaio    | Perth Championships 1941 Perth, Australia Singolare - Doppio           | Joyce Wood 6-0 6-0                                         | Val Watts                          |               |                     |
| gennaio    | Perth Championships 1941 Perth, Australia Singolare - Doppio           |                                                            |                                    |               |                     |
| 26 gennaio | Danish Covered Court Championships 1941 , Danimarca Singolare - Doppio | Hilde Sperling 7-5, 6-2                                    | Lili Hals                          |               |                     |
| 26 gennaio | Danish Covered Court Championships 1941 , Danimarca Singolare - Doppio | Else Hollis Hilde Sperling 6-3, 6-3                        | Tilde Dietz-Hamel Ursula Heidtmann |               |                     |
| 26 gennaio | Danish Covered Court Championships 1941 , Danimarca Singolare - Doppio | Doppio misto: Rolf Göpfert Tilde Dietz-Hamel 2-6, 6-0, 6-2 | Anker Jakobsen Hilde Sperling      |               |                     |

## Febbraio
| Settimana   | Torneo                                                                            | Vincitore              | Finalista       | Semifinalisti | Eliminati ai quarti |
| ----------- | --------------------------------------------------------------------------------- | ---------------------- | --------------- | ------------- | ------------------- |
| 23 febbraio | Philippines International Championships 1941 Manila, Filippine Singolare - Doppio | Liberty Solisa 6-0 6-3 | Estrella Alburo |               |                     |
| 23 febbraio | Philippines International Championships 1941 Manila, Filippine Singolare - Doppio |                        |                 |               |                     |

## Marzo
| Settimana | Torneo                                                               | Vincitore             | Finalista            | Semifinalisti | Eliminati ai quarti |
| --------- | -------------------------------------------------------------------- | --------------------- | -------------------- | ------------- | ------------------- |
| 2 marzo   | Southeastern Championships 1941 Jacksonville, USA Singolare - Doppio | Pauline Betz 6-4 11-9 | Dorothy Bundy Cheney |               |                     |
| 2 marzo   | Southeastern Championships 1941 Jacksonville, USA Singolare - Doppio |                       |                      |               |                     |

## Aprile
Nessun evento

## Maggio
| Settimana | Torneo                                                                    | Vincitore                                           | Finalista                          | Semifinalisti | Eliminati ai quarti |
| --------- | ------------------------------------------------------------------------- | --------------------------------------------------- | ---------------------------------- | ------------- | ------------------- |
| maggio    | Connecticut State Championships 1941 New Haven, USA Singolare - Doppio    | Hope Knowles 6-2 5-7 7-5                            | Millicent Hirsch Lang              |               |                     |
| maggio    | Connecticut State Championships 1941 New Haven, USA Singolare - Doppio    | Marta Barnett Andrade Millicent Hirsch Lang 7-5 6-4 | Hope Knowles Barbara Nields        |               |                     |
| maggio    | Connecticut State Championships 1941 New Haven, USA Singolare - Doppio    | Doppio misto: Hope Knowles Billy Talbert 7-5 6-4    | Marta Barnett Andrade Joe Fishbach |               |                     |
| 5 maggio  | Tennessee Valley Invitational 1941 Chattanooga, USA Singolare - Doppio    | Pauline Betz 9-7 1-6 9-7                            | Sarah Palfrey                      |               |                     |
| 5 maggio  | Tennessee Valley Invitational 1941 Chattanooga, USA Singolare - Doppio    |                                                     |                                    |               |                     |
| 5 maggio  | Tennessee Valley Invitational 1941 Chattanooga, USA Singolare - Doppio    | Doppio misto: Sarah Palfrey Alex Guerry 6-1 6-1     | Betty Jo Vinson Bobby Riggs        |               |                     |
| 18 maggio | California State Championships 1941 San Francisco, USA Singolare - Doppio | Virginia Wolfenden Kovacs 6-8 6-2 6-1               | Patricia Canning                   |               |                     |
| 18 maggio | California State Championships 1941 San Francisco, USA Singolare - Doppio | Margaret Osborne Patricia Canning 6-2 6-4           | Pat Hover Dorothea Frelleson       |               |                     |

## Giugno
| Settimana | Torneo                                                                   | Vincitore                                                            | Finalista                      | Semifinalisti | Eliminati ai quarti |
| --------- | ------------------------------------------------------------------------ | -------------------------------------------------------------------- | ------------------------------ | ------------- | ------------------- |
| giugno    | Tri-State Championships 1941 Cincinnati, USA Singolare - Doppio          | Pauline Betz 6-4 6-3                                                 | Mary Arnold Prentiss           |               |                     |
| giugno    | Tri-State Championships 1941 Cincinnati, USA Singolare - Doppio          | Jane Stanton Barbara Bradley ?-? 4-6 12-10                           | Doris Hart Nellie Sheer        |               |                     |
| 1º giugno | River Plate Championhips 1941 Buenos Aires, Argentina Singolare - Doppio | Maria Teran de Weiss 6-4 7-5                                         | Felissa Piedrola               |               |                     |
| 1º giugno | River Plate Championhips 1941 Buenos Aires, Argentina Singolare - Doppio | Analia Obarrio de Aguirre Delia Balli di Caimi Garmendia 3-6 7-5 6-4 | Felissa Piedrola Denise Zappa  |               |                     |
| 1º giugno | River Plate Championhips 1941 Buenos Aires, Argentina Singolare - Doppio | Doppio misto: Maria Teran de Weiss Heraldo Weiss 6-2 7-5             | Felissa Piedrola Augusto Zappa |               |                     |

## Luglio
| Settimana | Torneo                                                              | Vincitore                                                | Finalista                             | Semifinalisti | Eliminati ai quarti |
| --------- | ------------------------------------------------------------------- | -------------------------------------------------------- | ------------------------------------- | ------------- | ------------------- |
| 5 luglio  | Bermuda Championships 1941 Bermuda, Bermuda Singolare - Doppio      | Gladys Hutchings 5-7 6-3 7-5                             | Babs Freisenbruch                     |               |                     |
| 5 luglio  | Bermuda Championships 1941 Bermuda, Bermuda Singolare - Doppio      | Gladys Hutchings Babs Freisenbruch 6-3 6-8 6-2           | Margot Powell Thurling Blackwell      |               |                     |
| 5 luglio  | Bermuda Championships 1941 Bermuda, Bermuda Singolare - Doppio      | Doppio misto: Babs Freisenbruch Brownlow Eve 6-3 6-4     | Gladys Hutchings William Freisenbruch |               |                     |
| 7 luglio  | Southern Championships 1941 Louisville, USA Singolare - Doppio      | Nellie Sheer 8-6 4-6 6-3                                 | Shirley Fry                           |               |                     |
| 7 luglio  | Southern Championships 1941 Louisville, USA Singolare - Doppio      | Pauline Betz Doris Hart 6-3 6-4                          | Barbara Bradley Jane Stanton          |               |                     |
| 19 luglio | Pacific Northwest Championships 1941 Tacoma, USA Singolare - Doppio | Dorothy Knode-Head 6-3 6-3                               | Daphne Bucknell                       |               |                     |
| 19 luglio | Pacific Northwest Championships 1941 Tacoma, USA Singolare - Doppio | Daphne Bucknell Golda Meyer Gross 6-2 6-3                | Dorothy Knode-Head Helen Gurley       |               |                     |
| 19 luglio | Pacific Northwest Championships 1941 Tacoma, USA Singolare - Doppio | Doppio misto: Dorothy Knode-Head Emery Neale 4-6 6-3 7-5 | Jo Anne Brooke Larry Hall             |               |                     |

## Agosto
| Settimana | Torneo                                                                  | Vincitore                                             | Finalista                         | Semifinalisti | Eliminati ai quarti |
| --------- | ----------------------------------------------------------------------- | ----------------------------------------------------- | --------------------------------- | ------------- | ------------------- |
| 3 agosto  | French Closed Championships 1941 Parigi, Francia Singolare - Doppio     | Alice Weiwers 6-3 6-0                                 | Anne Marie Seghers                |               |                     |
| 3 agosto  | French Closed Championships 1941 Parigi, Francia Singolare - Doppio     | Alice Weiwers Colette St. Omer Roy 6-3 6-4            | Aimee Charpenel Jacqueline Vives  |               |                     |
| 3 agosto  | French Closed Championships 1941 Parigi, Francia Singolare - Doppio     | Doppio misto: Alice Weiwers Robert Abdesselam 6-2 6-4 | Suzanne Pannetier Roger Dessair   |               |                     |
| 9 agosto  | Eastern Grass Court Championships 1941 Rye, USA Erba Singolare - Doppio | Pauline Betz 2-6 8-6 7-5                              | Sarah Palfrey                     |               |                     |
| 9 agosto  | Eastern Grass Court Championships 1941 Rye, USA Erba Singolare - Doppio | Sarah Palfrey Margaret Osborne 7-5 1-6 6-0            | Dorothy Bundy Cheney Pauline Betz |               |                     |

## Settembre
| Settimana    | Torneo                                                                           | Vincitore                                         | Finalista                              | Semifinalisti | Eliminati ai quarti |
| ------------ | -------------------------------------------------------------------------------- | ------------------------------------------------- | -------------------------------------- | ------------- | ------------------- |
| settembre    | Pacific Southwest Championhips 1941 Los Angeles, USA Singolare - Doppio          | Sarah Palfrey 6-3 7-5                             | Dorothy Bundy Cheney                   |               |                     |
| settembre    | Pacific Southwest Championhips 1941 Los Angeles, USA Singolare - Doppio          | Louise Brough Margaret Gladman Van Ryn 6-2 6-0    | Mary Arnold Gertrude Dockstader        |               |                     |
| settembre    | Pacific Southwest Championhips 1941 Los Angeles, USA Singolare - Doppio          | Doppio misto: Helen Wills Moody Jack Kramer       |                                        |               |                     |
| 7 settembre  | U.S. National Championships 1941 New York, USA Erba Singolare - Doppio           | Sarah Palfrey 7-5, 6-2                            | Pauline Betz                           |               |                     |
| 7 settembre  | U.S. National Championships 1941 New York, USA Erba Singolare - Doppio           | Sarah Palfrey Cooke Margaret duPont 3-6, 6-1, 6-4 | Dorothy Bundy Pauline Betz             |               |                     |
| 11 settembre | Southern Transvaal Championships 1941 Johannesburg, Sudafrica Singolare - Doppio | Bonnie Fick 3-6 10-8 6-4                          | Sheila Piercey Summers                 |               |                     |
| 11 settembre | Southern Transvaal Championships 1941 Johannesburg, Sudafrica Singolare - Doppio | Bonnie Fick Joan Scott 2-6 6-2 7-5                | Sheila Piercey Summers Doreen Abington |               |                     |
| 11 settembre | Southern Transvaal Championships 1941 Johannesburg, Sudafrica Singolare - Doppio | Doppio misto: Sheila Piercey Summers Willie Muir  | Bonnie Fick Max Bertram                |               |                     |

## Ottobre
| Settimana | Torneo                                                | Vincitore                                          | Finalista           | Semifinalisti | Eliminati ai quarti |
| --------- | ----------------------------------------------------- | -------------------------------------------------- | ------------------- | ------------- | ------------------- |
| ottobre   | Brereton Chopra 1941 Lahore, India Singolare - Doppio | C. Massey 6-2 6-4                                  | Laura Woodbridge    |               |                     |
| ottobre   | Brereton Chopra 1941 Lahore, India Singolare - Doppio | Cowan Laura Woodbridge 4-6 7-5 7-5                 | C. Massey Cosens    |               |                     |
| ottobre   | Brereton Chopra 1941 Lahore, India Singolare - Doppio | Doppio misto: C. Massey Ghaus Mohammed 3-6 6-3 6-4 | Aziz S.L.R. Sawhney |               |                     |

## Novembre
| Settimana | Torneo                                                                                | Vincitore                                                  | Finalista                        | Semifinalisti | Eliminati ai quarti |
| --------- | ------------------------------------------------------------------------------------- | ---------------------------------------------------------- | -------------------------------- | ------------- | ------------------- |
| novembre  | Argentina International Championships 1941 Buenos Aires, Argentina Singolare - Doppio | Sarah Palfrey Cooke 3-6 9-7 7-5                            | Dorothy Bundy Cheney             |               |                     |
| novembre  | Argentina International Championships 1941 Buenos Aires, Argentina Singolare - Doppio | Dorothy Bundy Cheney Katherine Winthrop 6-1 4-6 6-2        | Sarah Palfrey Cooke Mary Teran   |               |                     |
| novembre  | Argentina International Championships 1941 Buenos Aires, Argentina Singolare - Doppio | Doppio misto: Sarah Palfrey Cooke Elwood Cooke 6-4 3-6 7-5 | Dorothy Bundy Cheney Don McNeill |               |                     |

## Dicembre
| Settimana | Torneo                                                                           | Vincitore                           | Finalista                 | Semifinalisti | Eliminati ai quarti |
| --------- | -------------------------------------------------------------------------------- | ----------------------------------- | ------------------------- | ------------- | ------------------- |
| dicembre  | Christmas Tournament 1941 Port Elizabeth, Sudafrica Singolare - Doppio           | Joy Wood 6-4 5-7 9-7                | Joan Scott                |               |                     |
| dicembre  | Christmas Tournament 1941 Port Elizabeth, Sudafrica Singolare - Doppio           |                                     |                           |               |                     |
| dicembre  | Christmas Tournament 1941 Port Elizabeth, Sudafrica Singolare - Doppio           | Doppio misto: Joan Scott Pat Hughes | Joy Wood Max Bertram      |               |                     |
| dicembre  | Western Province Championships 1941 Città del Capo, Sudafrica Singolare - Doppio | Mary Van Zyl                        | non conosciuta (bandiera) |               |                     |
| dicembre  | Western Province Championships 1941 Città del Capo, Sudafrica Singolare - Doppio |                                     |                           |               |                     |

## Senza data
| Settimana                                            | Torneo                                                              | Vincitore       | Finalista | Semifinalisti | Eliminati ai quarti |
| ---------------------------------------------------- | ------------------------------------------------------------------- | --------------- | --------- | ------------- | ------------------- |
|                                                      | Danish Hard Court Championships 1941 , Danimarca Singolare - Doppio | Else Prochownik |           |               |                     |
| Lisa Granholm Else Prochownik                        | Danish Hard Court Championships 1941 , Danimarca Singolare - Doppio |                 |           |               |                     |
| Doppio misto: Johannes Louise Gleerup Anker Jacobsen | Danish Hard Court Championships 1941 , Danimarca Singolare - Doppio |                 |           |               |                     |